# کارلادان
کارلادان یا گارلادان از محله‌های قدیمی در غرب شهر اصفهان است و عمارت تاریخی منارجنبان که آرامگاه عمو عبدالله کارلادانی است، در آن قرار دارد. به همین دلیل به این محله منارجنبان نیز گفته می‌شود. کارلادان در قدیم یکی از روستاهای ماربین به حساب می‌آمد ولی در سال ۱۳۴۲ به اصفهان ملحق شد. در لغت‌نامه دهخدا ذیل واژهٔ «کارلادان» چنین آمده‌است: محله‌ای است به اصفهان که منارجنبان‌ها در آن واقع است. محله کاردلادان در  منطقه ۹ اصفهان  و در خیابان آتشگاه بین محله‌های نصرآباد و آزادن قرار دارد.
جمعیت این محله (کارلادان-کلیچه) در سال ۱۴۰۱، ۶۹۵۹ نفر با تراکم ۱۸ نفر در هر کیلومتر مربع بوده است.
کارلادان نام محله ای درخیابان آتشگاه می‌باشد  که قدمت چند صد ساله دارد.که منارحنبان یکی از آثار تاریخی باارزش در همین محل قراردارد.